# Bent Jacobsen
Bent Jacobsen es un músico y activista LGBT danés.
Jacobsen se inscribió en 1972 en la organización gaylésbica Bøssernes Befrielsesfront de la Ciudad libre de Christiania, donde trató de ganar el interés de otros miembros de la organización por crear un proyecto musical.
Después de colaborar como cantante en el disco Den sidste olie de Benny Holst, en 1975 grabó su primer álbum como solista, Bøsse, para el que pudo contar con la colaboración de los músicos Anders Koppel, Niels Tuxen, Kasper Winding y Jens Rugsted de The Savage Rose. En 1977 se unió a la banda de Krautrock Warmer Südwind. Desde 1997 es miembro del grupo a capela Schwanzen Sänger Knaben, con el que realiza giras por Europa.

## Bøsse
El disco Bøsse (en español «marica») fue editado en 1975 con el código DEMOS 24 por la editorial Demos, perteneciente a izquierda radical. En la letra del disco se trata por primera vez la homofobia, el heterosexismo, el ambiente gay y el trato de la homosexualidad y los roles de género por parte de la familia y la sociedad, por lo que el álbum es considerado un hito dentro del movimiento LBGT danés.
En el cuadragésimo aniversario del Bøssehuset («Casa de los maricas») de Christiania en 2011, se volvió a editar el álbum en forma de CD.
Canciones
1. Bøsse – 2:03
2. Husmodervals – 1:44
3. Bøssebarens dronning – 4:08
4. Til en mandschauvinist – 2:35
5. Om selvundertrykkelse – 2:06
6. Pædofili-blues – 3:40
7. Hvordan kan du vide? – 3:30
8. Kampsang  – 1:10
9. Den kære familie – 4:40
10. Eengangsknald – 2:11
11. Aftenrøde – 4:33
12. Menneske, mennesker – 3:18
13. Morgensang – 3:17